# イーナムクロー (ワシントン州)
イーナムクロー（Enumclaw）は、アメリカ合衆国ワシントン州キング郡の都市である。人口は1万2543人（2020年）。シアトルの南東60キロメートルに位置している。

## 地理
シアトルを起点にするとイーナムクローはレーニア山国立公園の入口に位置している。市内からはレーニア山が間近に望める
アメリカ合衆国統計局によると、総面積10.1 km2 (3.9 mi2) である。このすべてが陸地である。

## 住民
2000年国勢調査では、人口11,116人、4,317世帯、2,840家族が暮らしている。人口密度は1,097.7/km2 (2,842.8/mi2) である。440.0/km2 (1,139.6/mi2) の平均的な密度に4,456軒の住宅が建っている。この都市の人種的な構成は白人94.25%、アフリカン・アメリカン0.30%、ネイティブ・アメリカン0.79%、アジア0.78%、太平洋諸島系0.11%、その他の人種1.15%、混血2.62%である。この人口の3.42%はヒスパニックまたはラテン系である。
全世帯のうち、18歳未満の子供と同居している世帯が7.5%、夫婦のみの世帯が50.0%、未婚女性の世帯が11.2%であり、34.2%は家族を持たない。個人名義の世帯主が29.3%、そのうち65歳以上が14.0%である。世帯ごとの平均人数は2.52人、家族ごとの平均人数は3.13人である。
18歳未満の未成年が29.2%、18歳以上24歳以下が7.6%、25歳以上44歳以下が30.3%、45歳以上64歳以下が18.3%、65歳以上が14.5%、平均年齢は35歳である。女性100人に対して男性は91.5人である。18歳以上の女性100人に対して男性は85.3人である。
この都市の世帯ごとの平均的な収入は43,820 USドルであり、家族ごとの平均的な収入は56,270 USドルである。男性は46,060 USドルに対して女性は30,926 USドルの平均的な収入がある。この都市の一人当たりの収入 (per capita income) は20,596 USドルである。人口の4.3%及び家族の8.2%の収入は貧困線以下である。全人口のうち18歳未満の6.3%及び65歳以上の9.6%は貧困線以下の生活を送っている。